# Bile Hashi
Bile Mohamed Hashi, född 1971 i Somalia, är en svensk-somalisk författare, ingenjör och ekonom. 
Hashi kommer ursprungligen från en by på gränsen mellan Somalia och Etiopien. Hans far var diplomat och Hashi bodde som barn i bland annat Indien, Pakistan, Tanzania och Förenade Arabemiraten. 1987 fick fadern en utlandstjänst i Sverige och familjen flyttade till Stockholm. På grund av det somaliska inbördeskriget återvände de inte till Somalia. Bile Hashi har levt merparten av sitt vuxna liv i Biskopsgården i Göteborg. Han har studerat till ingenjör och ekonom.
Han debuterade som författare 2003 med romanen Janno. Hans romaner är skrivna på somaliska och utspelar sig ofta i Somalia och Sverige.

### Romaner
- 2003: Janno, ISBN 91-631-4178-7
- 2004: Intuu dahabku lacag dheeryahay dumarka dheertahaye, ISBN 91-974986-0-2
- 2005: Maxbus nr 77, ISBN 91-974986-3-7
- 2008: Hammi aduun & haasaawe jaceyl
- 2008: Deynabo, ISBN 9789185945054
- 2011: Shan habeen!, ISBN 978-91-85945-43-6
- 2013: Faraanti dheeman ah, ISBN 9789163712760
- 2013: Weji-buug, ISBN 978-91-637-1275-3
- 2014: Calaf, ISBN 978-91-979744-1-7
- 2014: Qurbo-joog & qarax-ujoog
- 2015: Mukhalas : digniin: suunka dhuuqso, ISBN 978-91-637-9076-8
- 2016: Hotel Amisom : qiso taabanaysa laabta!, ISBN 978-91-639-1739-4

### Övrigt
- 2005: Dråpliga kulturkrockar (medverkan i antologi), ISBN 978-91-978421-1-2